# Corte Noa

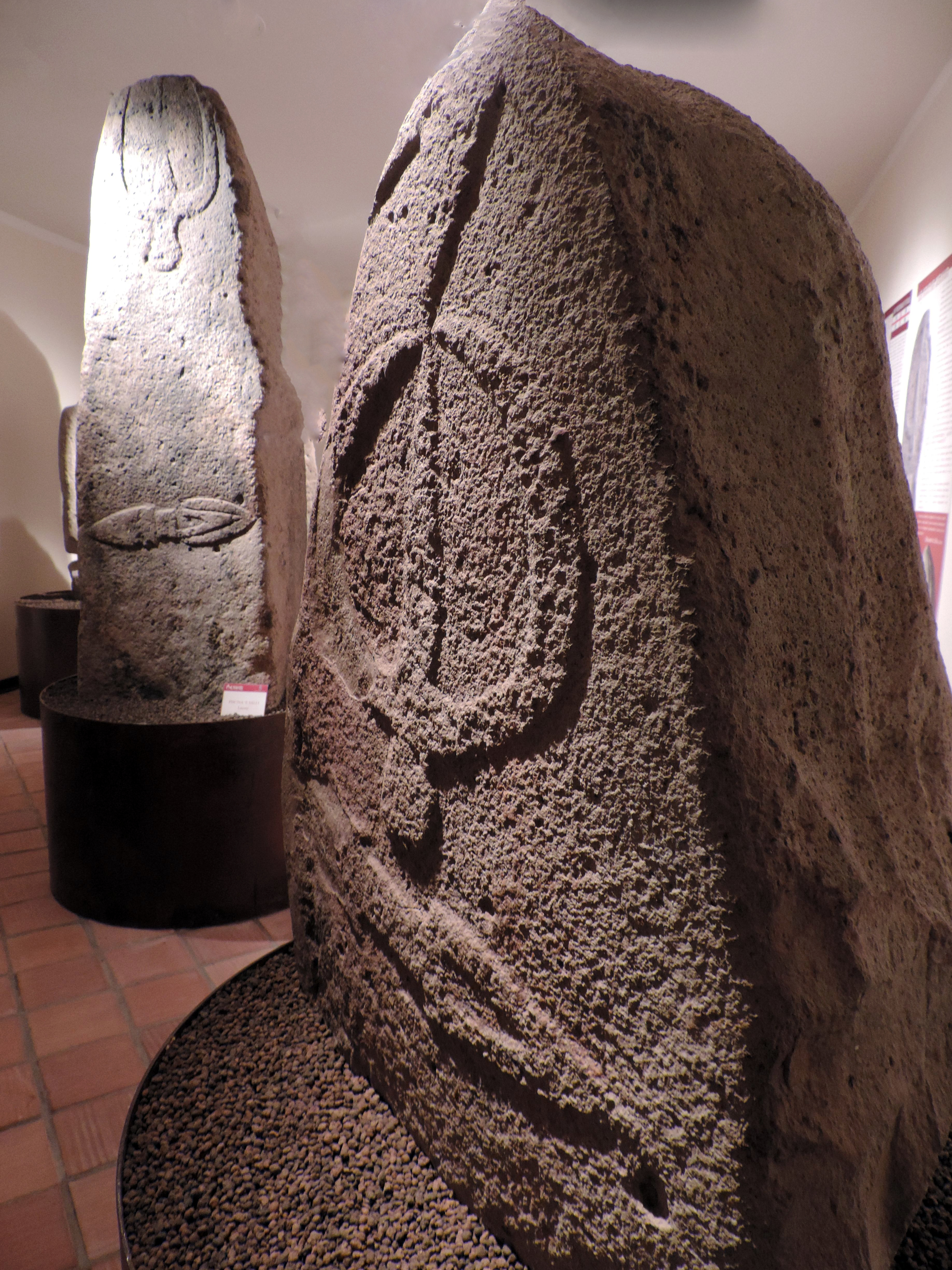
Proto-anthropomorphe Menhir

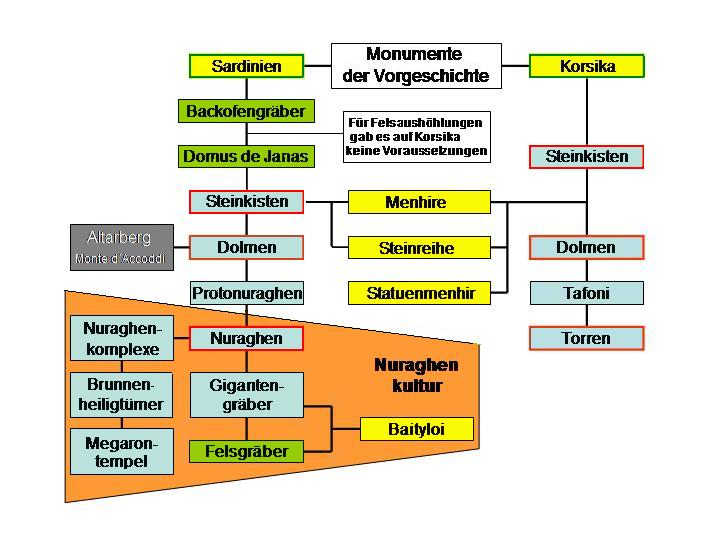
Typenreihe sardisch-korsischer Monumente

Corte Noa ist ein prähistorischer Fundplatz. Er liegt in einer kleinen Senke unweit von Laconi im Sarcidano, im Osten der Provinz Oristano auf Sardinien. 
An der Ostseite einer Senke bilden vor Ort belassene teils proto-anthropomorphe Menhire eine nach Norden gerichtete Reihe. Fünf stehen, zwei liegen am Boden. Die sieben Monolithe sind zwischen 1,25 und 2,23 Meter hoch, bearbeitet aber nicht figuriert. Sie haben ein schlankes Profil mit einer flachen Vorder- und einer konvexen Rückseite. Sechs von ihnen sind auf einer Achse angeordnet; der siebte ist, vielleicht aufgrund der landwirtschaftlichen Aktivitäten versetzt worden. An der Oberfläche werden sporadische Obsidiansplitter aufgesammelt. Die „männlichen“ und „weiblichen“ Statuenmenhire dieses Platzes wurden ins Museum von Laconi verbracht. 
Am Nordende des östlich der Menhire ansteigenden Höhenrückens (etwa 300 m entfernt) thront die Allée couverte von Corte Noa, ein neun Meter langes Galeriegrab mit Vorraum und einer Zugangsöffnung zur zwei Meter breiten, seiner Decksteine beraubten Kammer. Die Megalithanlage wurde 1982 von Enrico Atzeni ausgegraben.
Neben Skelettresten fand man Grabbeigaben aus der Übergangszeit von der Ozieri-Kultur zu den Kulturen von Abealzu-Filigosa, darunter ein Stück Blei und Silberringe aus der ersten Hälfte des dritten Jahrtausends v. Chr. Ein weiteres Grab dieser Art ist Masone Perdu, es liegt nordwestlich.
Trotz der eindeutigen Verbindung zwischen Statuenmenhiren und dem Totenkult ist es auf Sardinien (anders als auf Korsika) bislang nicht gelungen, einen Zusammenhang zu bestimmten Grabtypen herzustellen. Grabtypen und Bestattungsarten sind auf Sardinien als Unterscheidungsmerkmal der einzelnen Kulturen ungeeignet. Keine der vier kupferzeitlichen sardischen Kulturen zeigt eine Vorliebe für bestimmte Bestattungsplätze, seien es Naturhöhlen, Dolmen, Galeriegräber, Steinkisten oder Domus de Janas.